# Плоское (Одесская область)
Пло́ское (укр. Пло́ске) — село, относится к Балтскому району Одесской области Украины.
Население по переписи 2001 года составляло 999 человек. Почтовый индекс — 66133. Телефонный код — 4866. Занимает площадь 5,13 км². Код КОАТУУ — 5120687201.
В селе родился Герой Советского Союза Никифор Кудрявцев.

## Местный совет
66133, Одесская обл., Балтский р-н, с. Плоское